# Hervé Clérel de Tocqueville
Pour les autres membres de la famille, voir Famille Clérel de Tocqueville.
Hervé Louis François Bonaventure Clérel de Tocqueville, 1er comte de Tocqueville (Menou, 3 août 1772 - Clairoix, 9 juin 1856) est un homme politique français.

## Biographie

### Vie privée
Fils de Bernard-Bonaventure Clérel, comte de Tocqueville, mestre-de-camp de cavalerie, major du régiment du Commissaire Général cavalerie, chevalier de l'ordre royal et militaire de Saint-Louis, et de Catherine de Damas-Crux, Hervé Clérel de Tocqueville est le neveu de Louis-Étienne-François de Damas-Crux, de François de Damas-Crux et d'Étienne-Charles de Damas-Crux.
Il devient orphelin à l'âge de 13 ans, reçoit l'éducation d'un précepteur particulier, l'abbé Lesueur, et entre dans l'armée comme lieutenant de remplacement au régiment de Vexin en 1787.

### Vie publique
Au début de la Terreur, il émigre à Bruxelles, mais revient à Paris au bout d'un mois pour s'engager dans la Garde constitutionnelle du Roi Louis XVI.
Il épouse, le 12 mars 1793, Louise Le Peletier de Rosanbo, fille de Louis Le Peletier de Rosanbo et petite-fille de Chrétien Guillaume de Lamoignon de Malesherbes, avocat de Louis XVI. Ils eurent trois enfants : Hippolyte, Édouard et Alexis de Toqueville, le penseur politique bien connu.
Le 17 décembre 1793, Malesherbes et sa famille sont arrêtés et emprisonnés à Port-Royal. Rosanbo est guillotiné le 20 avril 1794, le 22, Malesherbes, sa fille, Mme de Rosanbo, sa petite-fille, Mme de Chateaubriand et son mari, Jean-Baptiste de Chateaubriand, frère de l'écrivain François-René de Chateaubriand. Hervé de Tocqueville, sa femme Louise, Mme d'Aunay sa belle-sœur, Louis de Rosanbo, son beau-frère échappant à l'échafaud la veille de la date prévue de leur exécution, par la chute de Robespierre le 9 thermidor.

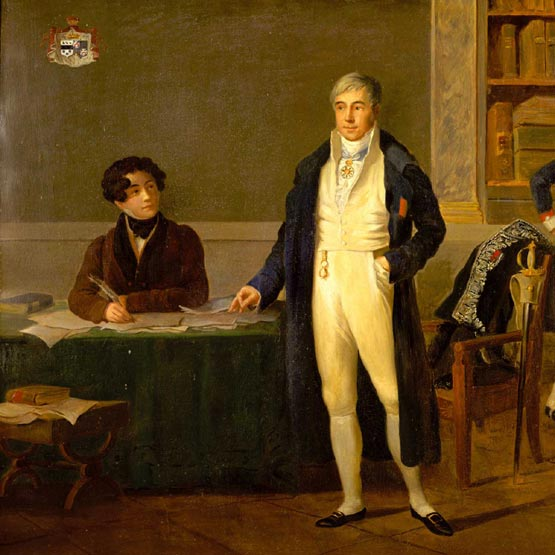
Hervé avec son fils Alexis de Tocqueville.

Hervé s'installe avec sa famille au château de Verneuil-sur-Seine après leur libération et devient maire de la commune à partir de 1804 malgré son opposition à l'Empire.
Avec son fils Hippolyte, il participe, à la chute de Napoléon Ier, aux manifestations royalistes en faveur de la restauration des Bourbons au sein de la garde à cheval. Le 18 juin 1814, il est nommé préfet de Maine-et-Loire. Destitué sous les Cent-jours, il est nommé le 13 juillet 1815, préfet de l'Oise, puis de la Côte-d'Or en 1816, de la Moselle en 1817, de la Somme en 1823, et de Seine-et-Oise en 1826.
Le 4 novembre 1827, il est nommé gentilhomme honoraire de la Chambre du roi et pair de France. Il prend plusieurs fois la parole à la Chambre haute, dont il est exclu après la monarchie de Juillet (1830), en vertu de l'article 68 de la nouvelle Charte. Il se retire alors à Clairoix.

## Famille
Il épouse, le 12 mars 1793, Louise Madeleine Marguerite Le Peletier de de Rosanbo (1773-1836), fille de Louis V Le Peletier de Rosanbo, 3e marquis de Rosanbo et d'Antoinette Marguerite Thérèse de Lamoignon de Malesherbes. Ils ont trois enfants.
- Hippolyte Clérel de Tocqueville, 2e comte de Tocqueville (1er novembre 1797 - 18 mai 1877) épouse Emélie Alzémia Charlotte Georgette Érard de Saint-Rémy de Belisle (22 février 1805 - 5 août 1879), sans descendance ;
- Louis Édouard Clérel de Tocqueville (5 mars 1800 - 14 juillet 1874) épouse Alexandrine Denise Ollivier (11 avril 1803 - 31 mai 1883), dont descendance ;
- Alexis Clérel de Tocqueville, comte de Tocqueville (29 juillet 1805 - 16 avril 1859) épouse Mary Mottey (1798 - 22 décembre 1864), sans descendance.

## Distinctions

### Décorations françaises
- Officier de la Légion d'honneur (décret du 1er mai 1821)[2].
  -  Chevalier de la Légion d'honneur (décret du 18 décembre 1814)

### Décorations étrangères

#### Royaume de Prusse
- Commandeur de l'Ordre de l'Aigle rouge (20 octobre 1817)
  -  Officier de l'Ordre de l'Aigle rouge
  -  Chevalier de l'Ordre de l'Aigle rouge

#### Royaume de Bavière
- Commandeur de l'Ordre du Mérite civil de la couronne de Bavière
  - Officier de l'Ordre du Mérite civil de la couronne de Bavière
  - Chevalier de l'Ordre du Mérite civil de la couronne de Bavière

## Œuvres
- De la Charte provinciale (1829) ;
- Pétition aux deux chambres, relatives à Mme la duchesse de Berry(1832) ;
- Du crédit agricole (1838) ;
- Coup d'œil sur le règne de Louis XVI, 1840, Paris, Amyot, 403 pages.
- Histoire philosophique du règne de Louis XV, 1847, Paris, Amyot, 2 volumes, 556 pages et 547 pages ;
- Jean-Louis Benoît, Mémoires d’Hervé Clérel, Comte de Tocqueville, 1772-1856, mai 2018.